# 1,000,000,000

10의 9제곱(109 = 1,000,000,000) 또는 십억(十億)은 108(1억)의 열 배인 자연수다.

## 기타
- 10억을 나타내는 SI 접두어는 기가(G, giga)다.
- 대한민국의 휴대폰 번호는 보통 1000000000과 같은 10자리 수다. 단, 대부분 첫 자리 수가 0이어서 9자리 수라고 할 수도 있다.

## 109이상 1010미만의 주요 자연수
- 1,009,182,735: 가장 작은 10자리 오포체수.
- 1,073,741,824 = 230, 이진 접두어의 기비바이트(Gibibyte, GiB).
- 1,132,436,852: 37번째 트리보나치 수.
- 1,134,903,170: 45번째 피보나치 수.
- 1,162,261,467 = 319
- 1,220,703,125 = 513
- 1,280,000,000 = 207
- 1,382,958,545: 15번째 벨 수.
- 1,439,975,216: 36번째 테트라나치 수.
- 1,568,397,607: 44번째 뤼카 수.
- 1,767,263,190: 19번째 카탈랑 수.
- 1,836,311,903: 46번째 피보나치 수.
- 2,147,483,647: 7번째 메르센 소수, 컴퓨팅에서 32비트 부호 정수형이 나타낼 수 있는 가장 큰 숫자.
- 2,147,483,648 = 231
- 2,176,782,336 = 612
- 2,537,720,636: 45번째 뤼카 수.
- 2,775,641,472: 37번째 테트라나치 수.
- 2,971,215,073: 47번째 피보나치 수.
- 3,486,784,401 = 320
- 3,715,891,200: 20 이하의 모든 짝수 자연수의 곱.
- 4,106,118,243: 46번째 뤼카 수.
- 4,294,967,295: 컴퓨팅에서 32비트 부호 없는 정수형이 나타낼 수 있는 가장 큰 숫자.
- 4,294,967,296 = 232
- 4,294,967,297: 페르마 수 중 가장 작은 합성수로, {\displaystyle 2^{2^{n}}+1}의 형태의 자연수가 소수라는 추측에 대한 가장 작은 반례.
- 4,807,526,976: 48번째 피보나치 수.
- 5,159,780,352 = 129
- 5,391,411,025: 6과 서로소인 가장 작은 과잉수. (OEIS의 수열 A115414)
- 6,103,515,625 = 514
- 6,227,020,800: 13!
- 6,564,120,420: 20번째 카탈랑 수.
- 6,643,838,879: 47번째 뤼카 수.
- 7,778,742,049: 49번째 피보나치 수.
- 8,589,869,056: 6번째 완전수.
- 8,589,934,592 = 233
- 9,975,562,975: 가장 큰 10자리 오포체수.